# Кубок світу з біатлону 2017—2018 — етап 9
Дев'ятий етап Кубка світу з біатлону 2017—18 відбувався в російській Тюмені  з 22  по 25 березня 2018 року. Етап був завершальним у кубку світу. До програми етапу було включено 6 гонок:  спринт, гонка переслідування та мас-старт у чоловіків та жінок, відповідно. 
Кілька збірних не послали свою делегацію в Тюмень, зокрема збірна України з біатлону. 

## Призери

### Чоловіки
| Гонка:                 | Золото:               | Час               | Срібло:                      | Час               | Бронза:                      | Час               |
| Спринт 10 км           | Мартен Фуркад Франція | 25:49.0 (0+0)     | Сімон Детьє Франція          | (0+0)             | Фредрік Ліндстрем Швеція     | (0+0)             |
| Переслідування 12,5 км | Мартен Фуркад Франція |                   | Йоганнес Тінгнес Бо Норвегія |                   | Лукас Гофер Італія           |                   |
| Мас-старт 15 км        | Максим Цвєтков Росія  | 37:37.3 (0+0+0+0) | Ерленн Б'єнтегор Норвегія    | 37:40.0 (0+0+0+0) | Йоганнес Тінгнес Бо Норвегія | 37:53.9 (1+0+1+0) |

### Жінки
| Гонка:                | Золото:                    | Час | Срібло:                     | Час | Бронза:                  | Час |
| Спринт 7,5 км         | Дарія Домрачева Білорусь   |     | Кайса Мякяряйнен Фінляндія  |     | Тіріль Екгофф Норвегія   |     |
| Переслідування 10 км  | Кайса Мякяряйнен Фінляндія |     | Анаїс Бескон Франція        |     | Лаура Дальмаєр Німеччина |     |
| Мас-старт 12,5 4х6 км | Дарія Домрачева Білорусь   |     | Пауліна Фіалкова Словаччина |     | Анаїс Шевальє Франція    |     |

## Досягнення
- Максим Цвєтков виграв першу гонку в кар'єрі (мас-старт).
- Пауліна Фіалкова здобула перший подіум у кар'єрі (мас-старт).
- Мартен Фуркад виграв великий кришталевий глобус і всі малі (глобус заліку індивідуальних гонок він розділив з Йоганнесом Тінгнесом Бо).
- Кайса Мякяряйнен виграла великий кришталевий глобус і малий глобус заліку мас-стартів.
- Анастасія Кузьміна виграла два малі глобуси (спринти і переслідування).
- Надія Скардіно виграла глобус заліку індивідуальних гонок.